# Épinay-sur-Orge
Épinay-sur-Orge település Franciaországban, Essonne megyében. Lakosainak száma 10 626 fő (2022. január 1.). Épinay-sur-Orge Longjumeau, Ballainvilliers, Sainte-Geneviève-des-Bois, Savigny-sur-Orge, Villemoisson-sur-Orge és Villiers-sur-Orge községekkel határos.

## Népesség
A település népességének változása:
| Lakosok száma | 10 499 | 10 992 | 11 295 | 11 270 | 11 160 | 11 184 | 11 102 | 10 760 | 10 626 |
|               | 2013   | 2015   | 2016   | 2017   | 2018   | 2019   | 2020   | 2021   | 2022   |